# Комарівка (Роздільнянський район)
Комарі́вка — село в Україні, у Великомихайлівській селищній громаді Роздільнянського району Одеської області. Населення становить 221 осіб.
До 17 липня 2020 року було підпорядковане Великомихайлівському району, який був ліквідований.

## Історія
Під час Голодомору 1932—1933 років помер щонайменше 1 житель села.

## Населення
Згідно з переписом 1989 року населення села становило 230 осіб, з яких 96 чоловіків та 134 жінки.
За переписом населення 2001 року в селі мешкало 219 осіб.

### Мова
Розподіл населення за рідною мовою за даними перепису 2001 року:
| Мова       | Відсоток |
| ---------- | -------- |
| українська | 85,97 %  |
| румунська  | 10,41 %  |
| російська  | 3,62 %   |